# Walckenaeria simplex
Walckenaeria simplex là một loài nhện trong họ Linyphiidae.
Loài này thuộc chi Walckenaeria. Walckenaeria simplex được miêu tả năm 1894 bởi Chyzer.